# Liste des titres musicaux numéro un aux États-Unis en 1986
Cette page liste les titres musicaux ayant eu le plus de succès au cours de l'année 1986 aux États-Unis d'après le magazine Billboard.

## Historique
| Date         | Artiste(s)                       | Titre                                        | Référence |
| ------------ | -------------------------------- | -------------------------------------------- | --------- |
| 4 janvier    | Lionel Richie                    | Say You, Say Me                              |           |
| 11 janvier   | Lionel Richie                    | Say You, Say Me                              |           |
| 18 janvier   | Dionne and Friends               | That's What Friends Are For                  |           |
| 25 janvier   | Dionne and Friends               | That's What Friends Are For                  |           |
| 1er février  | Dionne and Friends               | That's What Friends Are For                  |           |
| 8 février    | Dionne and Friends               | That's What Friends Are For                  |           |
| 15 février   | Whitney Houston                  | How Will I Know                              |           |
| 22 février   | Whitney Houston                  | How Will I Know                              |           |
| 1er mars     | Mr. Mister                       | Kyrie                                        |           |
| 8 mars       | Mr. Mister                       | Kyrie                                        |           |
| 15 mars      | Starship                         | Sara                                         |           |
| 22 mars      | Heart                            | These Dreams (en)                            |           |
| 29 mars      | Falco                            | Rock Me Amadeus                              |           |
| 5 avril      | Falco                            | Rock Me Amadeus                              |           |
| 12 avril     | Falco                            | Rock Me Amadeus                              |           |
| 19 avril     | Prince & The Revolution          | Kiss                                         |           |
| 26 avril     | Prince & The Revolution          | Kiss                                         |           |
| 3 mai        | Robert Palmer                    | Addicted to Love                             |           |
| 10 mai       | Pet Shop Boys                    | West End Girls                               |           |
| 17 mai       | Whitney Houston                  | The Greatest Love of All                     |           |
| 24 mai       | Whitney Houston                  | The Greatest Love of All                     |           |
| 31 mai       | Whitney Houston                  | The Greatest Love of All                     |           |
| 7 juin       | Madonna                          | Live to Tell                                 |           |
| 14 juin      | Patti LaBelle & Michael McDonald | On My Own                                    |           |
| 21 juin      | Patti LaBelle & Michael McDonald | On My Own                                    |           |
| 28 juin      | Patti LaBelle & Michael McDonald | On My Own                                    |           |
| 5 juillet    | Billy Ocean                      | There'll Be Sad Songs (To Make You Cry) (en) |           |
| 12 juillet   | Simply Red                       | Holding Back the Years                       |           |
| 19 juillet   | Genesis                          | Invisible Touch                              |           |
| 26 juillet   | Peter Gabriel                    | Sledgehammer                                 |           |
| 2 août       | Peter Cetera                     | Glory of Love                                |           |
| 9 août       | Peter Cetera                     | Glory of Love                                |           |
| 16 août      | Madonna                          | Papa Don't Preach                            |           |
| 23 août      | Madonna                          | Papa Don't Preach                            |           |
| 30 août      | Steve Winwood                    | Higher Love                                  |           |
| 6 septembre  | Bananarama                       | Venus                                        |           |
| 13 septembre | Berlin                           | Take My Breath Away                          |           |
| 20 septembre | Huey Lewis and the News          | Stuck with You                               |           |
| 27 septembre | Huey Lewis and the News          | Stuck with You                               |           |
| 4 octobre    | Huey Lewis and the News          | Stuck with You                               |           |
| 11 octobre   | Janet Jackson                    | When I Think of You                          |           |
| 18 octobre   | Janet Jackson                    | When I Think of You                          |           |
| 25 octobre   | Cyndi Lauper                     | True Colors                                  |           |
| 1er novembre | Cyndi Lauper                     | True Colors                                  |           |
| 8 novembre   | Boston                           | Amanda (en)                                  |           |
| 15 novembre  | Boston                           | Amanda (en)                                  |           |
| 22 novembre  | The Human League                 | Human                                        |           |
| 29 novembre  | Bon Jovi                         | You Give Love a Bad Name                     |           |
| 6 décembre   | Peter Cetera & Amy Grant         | The Next Time I Fall (en)                    |           |
| 13 décembre  | Bruce Hornsby & the Range        | The Way It Is                                |           |
| 20 décembre  | The Bangles                      | Walk Like an Egyptian                        |           |
| 27 décembre  | The Bangles                      | Walk Like an Egyptian                        |           |